# 大麻哈鱼
大麻哈鱼又称大马哈魚、钩吻鲑、狗鮭、秋鮭、白鮭、日本鲑鱼，為鲑科麻哈魚屬的一种肉食性鱼类，广泛分布于北太平洋沿岸的中高纬度地区，在产卵期有和其它鲑科鱼类一样的溯河洄游习性。
大麻哈鱼名称源自赫哲語 dawa ịmaχa，滿語 dafaχa/ḱata，鄂温克语 kē̂ta；其種小名 keta 来自俄语的 кета ，而俄语称呼又源于满-通古斯语系北支的鄂温克语、埃文语和涅吉达尔语。汉语称呼“大麻哈鱼”来自于赫哲语的 dawa imaha，民国时期学者凌纯声的《松花江下游的赫哲族》在“鲑鱼”的条目下记为 dau imaha——赫哲语里面 imaha 是“鱼”的意思，故义为“dawa鱼”，“daw鱼”或“dau鱼”。汉语把 dawa/daw/dau 音译为“大”，把 imaha 音译为“麻哈”、“马哈”。另外，有些地方俗名称之为“大发哈鱼”，“达发哈鱼”，则是来自于满语 dafaha。
美国英语中通常将大麻哈鱼称为，源自支努干混杂语 tzum，意思是“斑点”或“斑纹”；而在市面上销售时则常用的称呼，意为“银光鲑”。在日语中历史上传统的称呼为（sa ke，与汉语中的石桂鱼并不相同），在明治时期则改用但是使用同音的汉文训读。

## 分布
大麻哈魚生存于深度浅于50（160英尺）的亚寒带和凉温带水域，通常在5至13（16至43英尺）的水深游弋。它们有着太平洋鲑中分布最广的栖息范围，主要分布於北太平洋沿岸水系，從东北亚的中国东北（黑龙江和吉林）东部、朝鲜半岛东部、日本列岛、西伯利亞远东地区和鄂霍次克海，到白令海以东的北美洲西海岸（包括加拿大的英屬哥倫比亞省以及美國的阿拉斯加、华盛顿、俄勒岡和北加利福尼亚州）。在北冰洋的拉普捷夫海和波弗特海水域也能见到少量大麻哈魚，因此在加拿大北部育空和西北地区的内陆流域（比如育空河和马更些河）也可以见到。
其它鲑科鱼类一样，大麻哈魚有溯河洄游的习性，而且是迁徙距离最远的一种太平洋鲑，在黑龙江、圖們江和綏芬河等水系上游都可以被找到。在北美，少數大麻哈魚可以沿着马更些河逆流而上数千公里，向南则可以远抵哥伦比亚河以南，甚至在蒙特雷湾北部的河口和萨克拉门托河都有过目击报告。

## 特徵

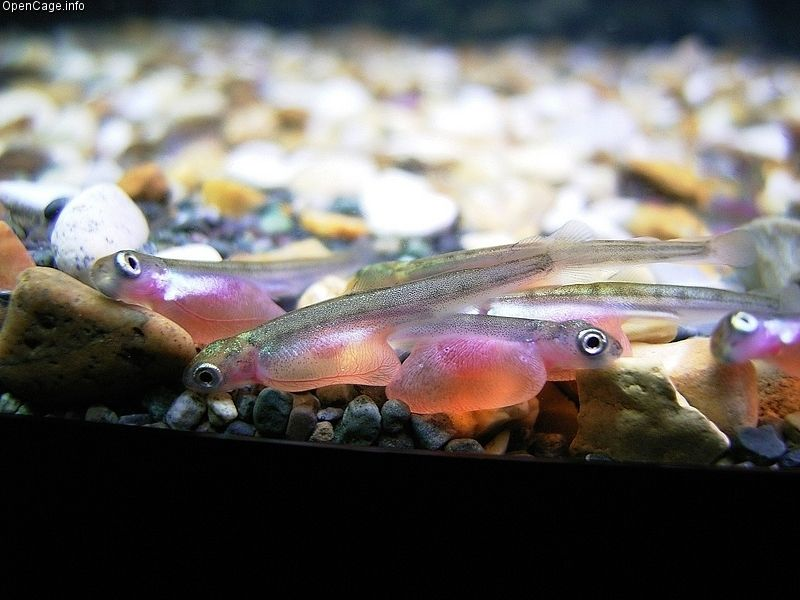
幼鱼

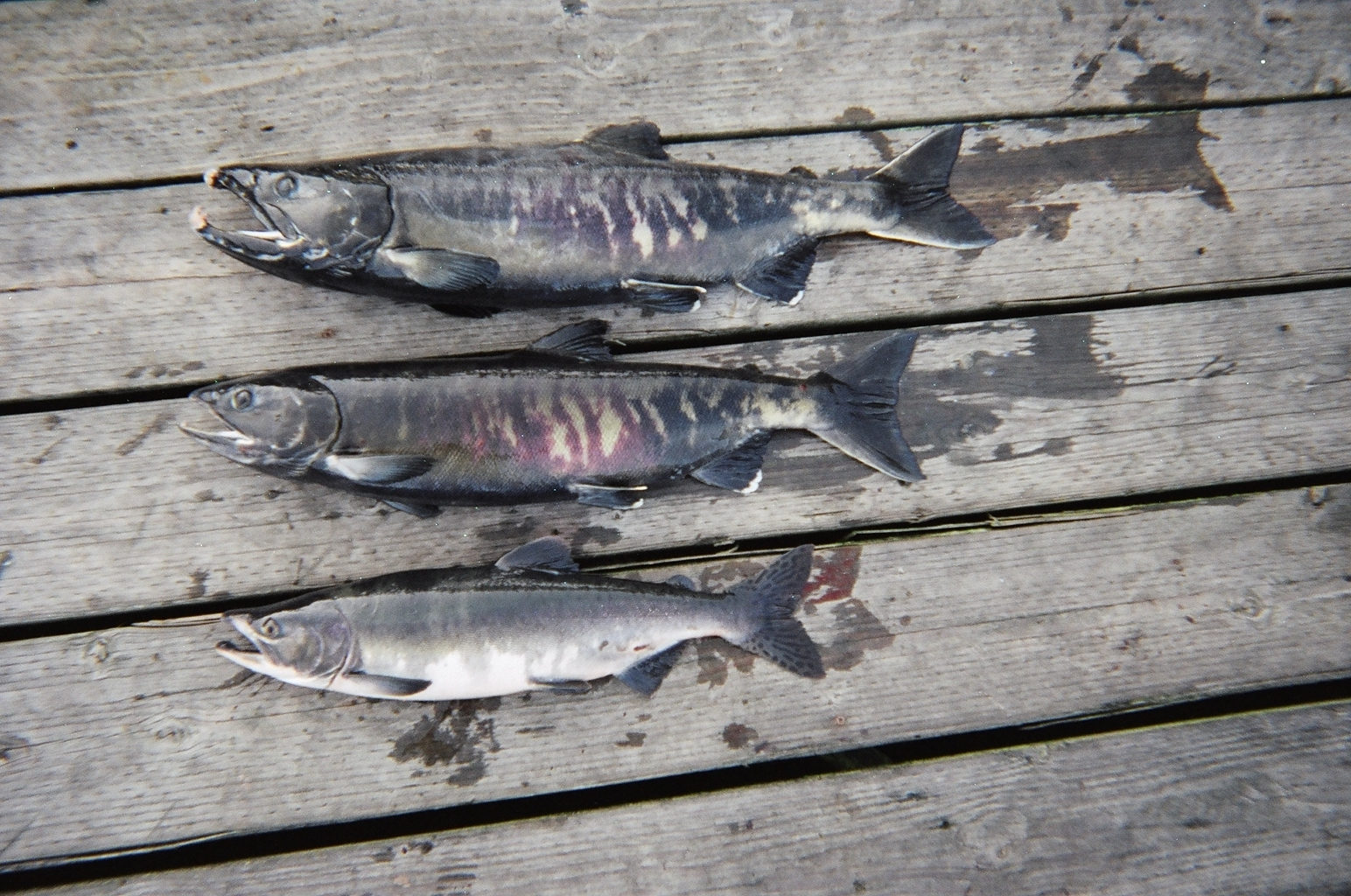
雄性大麻哈鱼（上）、雌性大麻哈鱼（中）和雌性粉红鲑（下）在繁殖季的体色

大麻哈鱼的鱼身側扁呈紡錘型，背腹外廓相對稱，頭長與體高略相等，口端位，口裂大，上頜骨後延至眼的後緣，斜向下方，似鳥喙狀。上下頜和犁骨皆有齒，頜齒大而鋒利。眼在體軸線的下方，較大。背鰭居於体中央稍後，腹鰭起點於背鰭後方，尾鰭分叉較淺。有脂鰭。溯河洄游時，體背側為黃綠色，腹部銀白色，隨著時間的推移，體色逐漸變暗，並在體側出現10至12條紫紅色縱斑紋的婚姻色。當到達產卵地時，整個體色變得黯淡。
成年的大麻哈鱼体重在4.4至10.0（9.7至22.0磅）之间，平均长度60（24英寸）。国际钓鱼协会目前承认的世界纪录是1995年7月11日在加拿大英属哥伦比亚省北海岸赫卡特海峡波彻岛西北岸的伊迪水道（Edye Pass）捕捉到的一条重15.88（35磅）的大麻哈鱼；最长的记录则是2021年10月20日在美国华盛顿州奥林匹克半岛的威努奇河（Wynoochee River）里捕捉的一条体长71（28英寸）的鱼。

## 生態
大麻哈魚性成熟較早，個別的在3齡即成熟，絕大部分於4齡成熟。一生中產卵一次，產卵後便死亡。雄略多於雌。懷卵量不大，4齡魚平均懷卵量約4500顆左右。當魚群進入產卵地時，雄魚便游向雌魚，互相摩擦，當有第三者介入時，雄魚即進行驅逐，然後進行排卵受精於窩內，產卵後雌魚復以尾鰭撥打石礫，以此來覆蓋受精卵。卵大，成橘紅色。受精卵經過一冬低溫孵育。到翌年春天，冰雪融化，胚胎孵出，在產卵地逗留約一個月，卵黃被吸收完畢後，開始索食，約於7月隨江水歸入大海。

### 溯河迴游
大麻哈魚平时生活在海洋中，到了生殖期就集群溯河而上。他们逆水上游的能力很强，甚至可以跳出水面越过矮瀑布到达目的地。

## 經濟利用

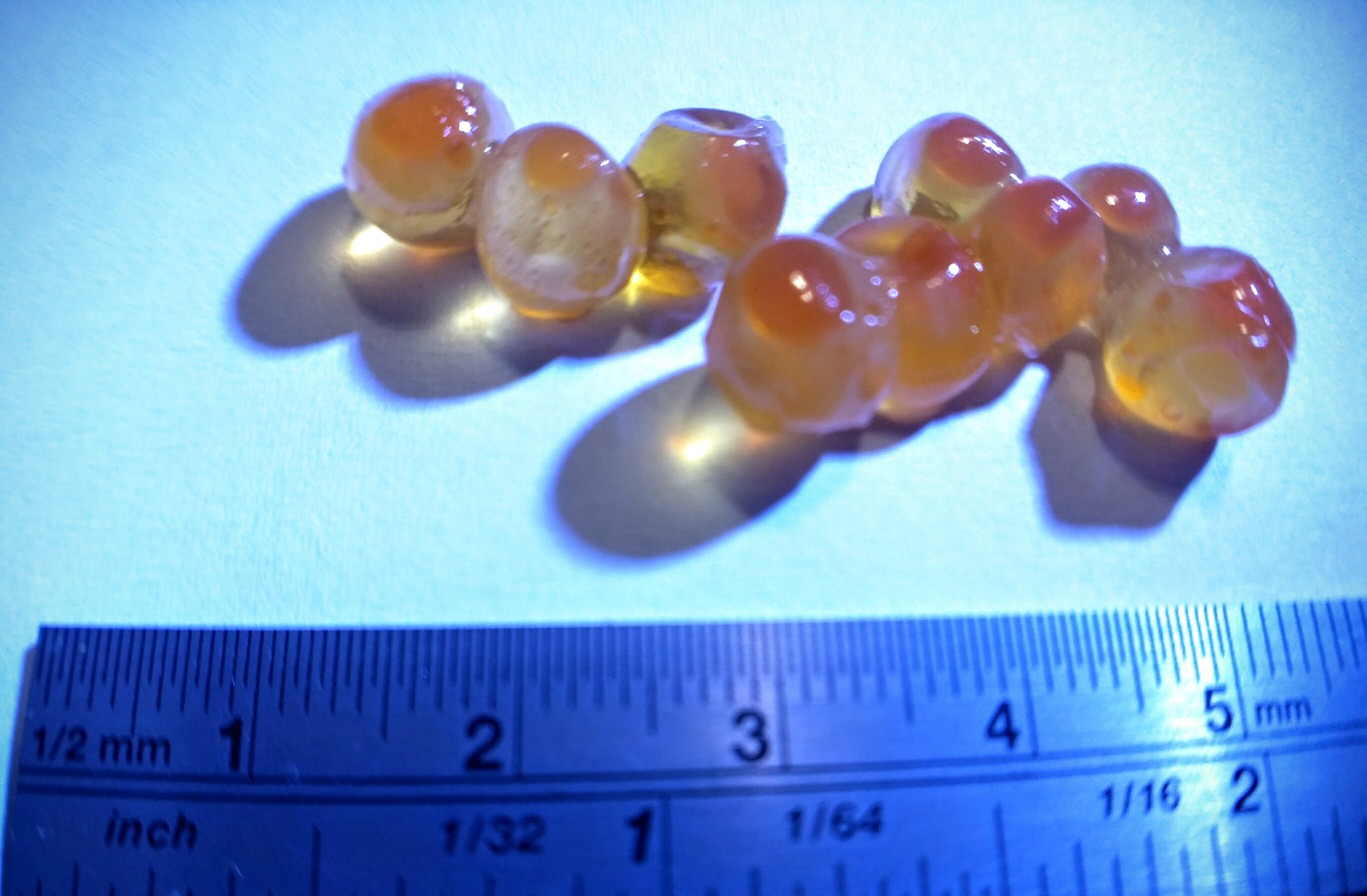
大麻哈鱼的卵

大麻哈鱼屬於世界名貴的經濟魚類，經鹽漬的魚子，具有豐富的蛋白質及卵磷脂，對人體的神經細胞的增補，防止脂肪代謝的紊亂均有重要作用，被譽為營養佳品。另外魚體可製成罐頭或乾燥鹽醃、煙燻與冷凍。適合清蒸、油炸、火烤等方式烹煮均美味。2010年北太平洋地区注册的大麻哈鱼总捕捞量大约31.3万吨（相当于9100万条鱼），占了所有太平洋鲑的34%，其中一半来自日本，另外一半分别来自俄罗斯和美国。
大麻哈魚是北美洲商业价值最低的鲑鱼種類。它的市场价格较低，尽管本種盛產於阿拉斯加周遭海域，当地渔民也一般不会捕捉。1984年到1994年之间，北欧和日本对其的市场进行挖掘大大提升了这种大麻哈魚的需求。它们是鲑鱼乾的传统原料。
大麻哈鱼在黑龙江水系产卵场原来可达额尔古纳河及鄂嫩河。由于捕捞过度，1980年代仅约可达呼玛河。产量也逐年减少。